# 教訓
| ウィキペディアには「教訓」という見出しの百科事典記事はありません（タイトルに「教訓」を含むページの一覧/「教訓」で始まるページの一覧）。 代わりにウィクショナリーのページ「教訓」が役に立つかもしれません。 |